# La Muraille Sainte d'Omale
La Muraille Sainte d'Omale est un roman de science-fiction français de Laurent Genefort publié en 2004. C'est le troisième roman du cycle d'Omale commencé en 2001.

## Résumé
Pendant seize siècles, la guerre a fait rage entre les trois espèces qui peuplent la surface d'Omale : Humains, Chiles et Hodgqins. Aujourd'hui, la paix est revenue mais un nouveau danger se profile : la Muraille Sainte, un immense édifice érigé mille ans plus tôt par des religieux refusant tout contact avec les Hodgqins et les Chiles, a été abattue. Et des centaines de millions de fuyards se répandent dans tout le territoire, bouleversant l'équilibre précaire de la paix.
Une expédition montée par Haka, un physicien chile, va devoir se rendre là où aucun Chile, aucun Hodgqin ni aucun Humain de l'extérieur ne s'est jamais aventuré.

## Citations
Cet apologue figure en exergue de la deuxième partie du roman :

« Un Chile avait un attelage humain pour tirer sa carriole. Il s’était aperçu que l’un des esclaves était systématiquement battu et mis à l’écart ; hormis cela, le groupe était stable et cohérent. Le Chile ordonna qu’on cesse de battre la victime, mais les autres invoquaient de multiples prétextes pour désobéir. Finalement, le Chile prit le malheureux sous sa protection, l’autorisant même à dormir près de lui. Une nuit, sans que rien le laisse prévoir, la meute se rebella et tous deux, l’Humain et le Chile, furent tués. »

## Éditions
- Laurent Genefort, La Muraille Sainte d'Omale, éditions J'ai lu no 6106, collection Millénaires, illustration G. Hénon, février 2004  (ISBN 2-290-33496-0).
- Réédition J'ai lu, collection SF (no 7877, illustration Richard Guérineau, janvier 2006  (ISBN 2-290-33495-2).
- Réédition Denoël dans le recueil Omale, l'aire humaine - tome 2, collection Lunes d'encre no 139, illustration Manchu, octobre 2012  (ISBN 978-2-207-10968-7).
- Réédition Gallimard dans le recueil Omale, l'aire humaine - tome 2, collection Folio SF no 508, illustration Manchu, février 2015  (ISBN 978-2-07-046276-6).